# Tetrops praeustus
Tetrops praeustus es una especie de escarabajo longicornio del género Tetrops, tribu, Tetropini, subfamilia Lamiinae. Fue descrita por Linné en 1758.

## Descripción
Mide 3-6 mm de longitud.

## Distribución
Se distribuye por Estados Unidos, África del Norte, Albania, Alemania, América del Norte, Inglaterra, Austria, Bélgica, Bielorrusia, Bosnia y Herzegovina, Bulgaria, Canadá, Cáucaso, Córcega, Creta, Crimea, Croacia, Dinamarca, España, Estonia, Finlandia, Francia, Grecia, Georgia, Hungría, Irán, Irlanda, Italia, Kazajistán, Letonia, Líbano, Lituania, Luxemburgo, Macedonia, Malta, Moldavia, Mongolia, Noruega, Países Bajos, Polonia, Portugal, República Árabe Siria, Rumania, Rusia (Europa), Cerdeña, Siberia, Sicilia, Eslovaquia, Eslovenia, Suecia, Suiza, Chequia, Transcaucásica, Turquía y Ucrania.